# 赤木春惠
赤木春惠（日语：／ Akagi Harue，1924年3月14日—2018年11月29日）是出生於中國吉林省长春的日本女演員。身長152厘米，血型B型。Office NOIRI（オフィスのいり）經紀公司所屬。

## 演出作品
- 少年猿飛佐助（1959年）
- 武士道殘酷物語（日语：武士道残酷物語）（1963年）
- 大奧（電視劇、1968年）
- 青出於藍（日语：藍より青く）（電視劇、1972年）
- 樺太1945年夏 雪門（日语：樺太1945年夏 氷雪の門）（1974年）
- 3年B組金八先生（電視劇、1979年）
- 二百三高地（1980年）
- 阿信（電視劇、1984年）
- 冷暖人間（電視劇、1990年～2005年）
- 利家與松（電視劇、2002年）
- 東京鐵塔：我的母親父親（電視劇、2007年）
- 去看小洋蔥媽媽（2013年）

## 外部連結
- 赤木春惠的官方檔案（页面存档备份，存于）
- 赤木春惠在互联网电影资料库（IMDb）上的資料（英文）